# Suzanne Krull
Suzanne Krull (New York, 8 luglio 1966 – Los Angeles, 27 luglio 2013) è stata un'attrice statunitense.

## Biografia
Si è laureata all'American Academy of Dramatic Arts di New York. È deceduta il 27 luglio 2013 per un aneurisma dell'aorta addominale, ed è stata sepolta nel Mount Sinai Memorial Park Cemetery di Los Angeles il 30 luglio successivo.

## Filmografia

### Film
- Open Season (Open Season), regia di Robert Wuhl (1995)
- Legame mortale (The Tie That Binds), regia di Wesley Strick (1995)
- Otto teste e una valigia (8 Heads in a Duffel Bag), regia di Tom Schulman (1997)
- Ancora più scemo (Trial and Error), regia di Jonathan Lynn (1997)
- Un topolino sotto sfratto (Mousehunt), regia di Gore Verbinski (1997)
- The Souler Opposite, regia di Bill Kalmenson (1998)
- Go - Una notte da dimenticare (Go), regia di Doug Liman (1999)
- Sai che c'è di nuovo? (The Next Best Thing), regia di John Schlesinger (2000)
- Il Grinch (How the Grinch Stole Christmas), regia di Ron Howard (2000)
- Camouflage - Professione detective (Camouflage), regia di James Keach (2001)
- Jackpot, regia di Michael Polish (2001)
- Meet Market, regia di Charlie Loventhal (2004)
- Kids in America, regia di Josh Stolberg (2005)
- Corsa a Witch Mountain (Race to Witch Mountain), regia di Andy Fickman (2009)
- Wright vs. Wrong, regia di Andy Fickman (2010)
- In Security, regia di Peter Segal (2010)
- Il dubbio della verità (The Wrong Woman), regia di Richard Gabai (2013)
- Ti lascio la mia canzone (Rudderless), regia di William H. Macy (2014)

### Serie TV
- L'albero delle mele (The Facts of Life) – serie TV, 9x21 (1988)
- NYPD Blue – serie TV, 1x19–6x03 (1994–1998)
- General Hospital – serie TV, 2 episodi (1994–1998)
- Sisters – serie TV, 6x19 (1996)
- Gun – serie TV, 1x01 (1997)
- Night Stand – serie TV, 2x27 (1997)
- Nash Bridges – serie TV, 6 episodi (1997–2001)
- Mike Hammer, Private Eye – serie TV, 2x07 (1998)
- The Simple Life – serie TV, 1x01 (1998)
- Arli$$ – serie TV, 3x12 (1998)
- Sabrina, vita da strega (Sabrina the Teenage Witch) – serie TV, 3x08 (1998)
- Buffy l'ammazzavampiri (Buffy the Vampire Slayer) – serie TV, 3x08 (1998)
- Più forte ragazzi (Martial Law) – serie TV, 1x01–1x20 (1998–1999)
- Due ragazzi e una ragazza (Two Guys, a Girl and a Pizza Place) – serie TV, 3x01 (1999)
- The Practice - Professione avvocati (The Practice) – serie TV, 7x06 (2002)
- Giudice Amy (Judging Amy) – serie TV, 4x23 (2003)
- Phil dal futuro (Phil of the Future) – serie TV, 1x05–1x06–1x19 (2004–2005)
- Squadra Med - Il coraggio delle donne (Strong Medicine) – serie TV, 5x20 (2005)
- Raven (That's So Raven) – serie TV, 3x11 (2005)
- Streghe (Charmed) – serie TV, 7x19 (2005)
- Zoey 101 – serie TV, 2x01–4x02–4x04 (2005–2008)
- E.R. - Medici in prima linea (E.R.) – serie TV, 14x04 (2007)
- Lost – serie TV, 3x10–6x04 (2007–2010)
- Nip/Tuck – serie TV, 6x01–6x03 (2009)
- Desperate Housewives – serie TV, 6x09 (2009)
- Perfect Couples – serie TV, 1x01 (2010)
- Mr. Sunshine – serie TV, 1x02 (2011)
- Buona fortuna Charlie (Good Luck Charlie) – serie TV, 2x01 (2011)
- Parenthood – serie TV, 3x01 (2011)
- Prime Suspect – serie TV, 1x03 (2011)
- Psych – serie TV, 6x08 (2011)
- Glee – serie TV, 4x03 (2012)
- Criminal Minds – serie TV, 8x10 (2012)
- Jessie – serie TV, 2x10 (2013)

### Cortometraggi
- Por vida, regia di Alex Munoz – cortometraggio (1996)
- Stripping for Jesus, regia di Anne Heche – cortometraggio (1998)
- Sam and Mike, regia di Jessica Kubzansky – cortometraggio (1999)